# Tikrit
Tikrit (arabisk: تكريت Tikrīt, gammelsyrisk: ܬܓܪܝܬ Tagriṯ) er en by i Irak og ligger omtrent 160 km nord for Bagdad ved floden Tigris i provinsen Salah ad Din. Tikrit har 105.700(2015) indbyggere.
I 1137 blev Saladin, grundlæggeren af Ayyubide-dynastiet, født i byen. Han er i den vestlige verden kendt som den, der samlede den arabiske verden og generobrede Jerusalem fra korsfarerne i 1187. Provinsen, som byen ligger i, er opkaldt efter ham. 800 år senere blev den irakiske diktator Saddam Hussein, som yndede at sammenligne sig med Saladin, født i byen. Byen blev indtaget som den sidste større irakiske by i Golfkrigen 2003.